# Бичок-кругляш
Бичок-кругляш, або бичок-змія (Gobius cobitis) — прибережна риба, поширений у Східній Атлантиці і Середземному морі, Чорне море включно. Це найкрупніший бичок, що відзначають на Британських островах, єдиний бичок, знайдений біля Нормандських островів і графства Корнуол.

## Характеристика
Бичок-кругляш сягає 25 см довжиною, має сірувато-оливково-коричневе забарвлення. В сезон розмноження самці темніші, ніж самиці. Тіло вкрите дрібною лускою, стебло хвоста коротке. Очі маленькі.

## Ареал

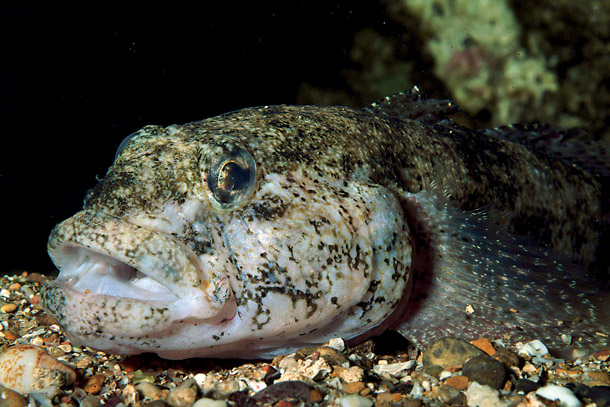
Голова бичок-кругляша з прибережжя Італії

Поширений біля берегів Британії, особливо південно-західної Англії між Вембурі і островом Сіллі. Мешкає в водах від західного Ла-Маншу до Марокко, в Середземному і Чорному морях, в Суецькій затоці і Суецькому каналі.

## Біологія та екологія
Мешкає на скелястих ділянках, на літоралі біля захищених берегів, серед валунів, між якими бички можуть сховатися, і де є виходи прісної води. Віддає перевагу солонуватим водам.
Тримається прибережної зони, серед скель і заростей макрофітів, як правило, в солонуватій воді.
Живиться зеленими водоростями (Enteromorpha), ракоподібними (амфіподами, крабами), поліхетами і комахами.

## Охорона
На більшій частині ареалу стан природних популяцій виду залишається більш-менш стабільним. Саме тому він, згідно з Червоним списком МСОП, отримав охоронний статус «відносно благополучний вид». Але в окремих регіонах спостерігається тенденція до зниження чисельності популяції виду. Тому бичок-кругляш занесений до Червоної книги Чорного моря (охоронна категорія: вид перебуває у небезпечному стані в українському секторі Чорного моря)..